# Dancing u Zenka
Dancing u Zenka – piętnasty album zespołu Nagły Atak Spawacza. Płyta została nagrana w Poznaniu w studiu Jaskinia Diabła w składzie Fazi, Kosa, Goślina, Zocha i Kaczmi.

## Lista utworów
Opracowano na podstawie materiału źródłowego:
CD 1
1. „Intro – Gawęda o samplach”
2. „Twoje pięć minut” (gościnnie: Peny)
3. „Bombatyka”
4. „Jaskinia diabła”
5. „Kolekcjoner”
6. „Droga do celu”
7. „Pani i pan”
8. „Łapy w górę”
9. „Poemat”
10. „Atak Pazuzu”
11. „Czuję jak”
12. „Światło”
13. „Gucwińscy skit”
14. „Boli ciebie”
15. „Betonowy puchacz”
16. „Ja to wiem”

CD 2
1. „Człowiek ze snu”
2. „Brakuje mi ciebie (Kupicha remix)”
3. „Król parkietu”
4. „Il fumo”
5. „Wyjebiemy w ryj”
6. „Kto tu mieszka”
7. „Oni są (TSA remix)”
8. „Ważny bank kredytowy”
9. „Dolina ciszy”
10. „Złodziej życia”
11. „Idź daleko”
12. „Dossadnes”
13. „Życiowy Gracjan”
14. „Złoty wiatr”
15. „Outro – Rynta”